# モエコン
モエコンは、株式会社ファストが販売するパーソナルコンピュータ製品シリーズである。
モエコン自体はキューブ形のデスクトップパソコンであり、その本体ケース前面・側面・天面に、美少女ゲーム作品に登場するキャラクターのイラストが描かれているという点が特徴。「萌え」という要素を商品価値として全面に押し出した製品群である。本体自体は、Shuttle製、XPCシリーズを使用。
関連製品として、コンセプトを同じくしているノートパソコン製品のモエコン M-noteシリーズ、モエコンよりCPUなど主要部品を除外しベアボーン製品として販売するきゃらべあシリーズがある。なお、モエコン・きゃらべあ共に、イラスト表面には紫外線カット加工が施されている。
原画となる美少女ゲームは本来成年向けに販売されている製品（アダルトゲーム）であるが、モエコン・きゃらべあを購入する上での年齢制限はない。

## モエコン製品

### モエコン ver. Terios
モエコン ver. Terios（モエコン・バージョン・テリオス）は、モエコンシリーズの第1・第2弾製品である。
美少女ゲームメーカーのTeriosが開発した美少女ゲームソフトのキャラクターをあしらったもの。
2005年10月6日発表の第一弾製品には『夏色☆こみゅにけ～しょん♪』、2005年11月16日発表の第二弾製品には『まじかるカナン -RISEA-』のキャラクターが描かれている。
モエコン第1弾ラインナップ
- MOE-TR1S56-P30 夏色こみゅにけ～しょん - Pentium 4 3E GHz 搭載モデル
- MOE-TR1S56-P24 夏色こみゅにけ～しょん - Pentium 4 2.4A GHz 搭載モデル
- MOE-TR1S56-C33 夏色こみゅにけ～しょん - Celeron D 330 搭載モデル

モエコン第2弾ラインナップ
- MOE-TR2S56-P30 まじかるカナン-RISEA- - Pentium 4 3E GHz 搭載モデル
- MOE-TR2S56-C33 まじかるカナン-RISEA- - Celeron D 330 搭載モデル

### モエコン ver. UNiSONSHIFT
モエコン ver. UNiSONSHIFT（モエコン・バージョン・ユニゾンシフト）は、モエコンシリーズの第3弾製品である。2005年12月22日発表。
美少女ゲームメーカーのユニゾンシフトが開発した美少女ゲームソフト『Peace@Pieces』のキャラクターをあしらったもの。製品番号にある百瀬玉（ももせ ひかる）とは、同作品に登場する美少女キャラクターの一人である。
本作よりラインナップにAMD製CPU搭載モデルが追加。さらに2006年6月12日にはラインナップに2種類が追加された。
モエコン第3弾ラインナップ
- MOE-UN1S56-P30 百瀬玉カスタムモデル - Pentium 4 3E GHz 搭載モデル
- MOE-UN1S56-C33 百瀬玉カスタムモデル - Celeron D 330 搭載モデル
- MOE-UN1K21-A30 百瀬玉カスタムモデル - Athlon 64 3000+ 搭載モデル

モエコン第3弾ラインナップ
- （2006年6月12日追加分）
- MOE-US1S59-524 百瀬玉カスタムモデル - Pentium 4 524 搭載モデル
- MOE-US1S59-D31 百瀬玉カスタムモデル - Celeron D 331 搭載モデル

### モエコン ver. Lump of Sugar
モエコン ver. Lump of Sugar（モエコン・バージョン・ランプオブシュガー）は、モエコンシリーズの第4弾製品である。2006年4月14日発表。
美少女ゲームメーカーのLump of Sugarが開発した美少女ゲームソフト『Nursery Rhyme -ナーサリィ☆ライム-』のキャラクターをあしらったもの。製品番号にある敷島・クルル（しきしま・クルル）とは、同作品に登場する美少女キャラクターの一人である。
本作から全モデルが64ビット拡張技術、AMD64 および EM64T（現在の Intel 64）に対応するCPUを搭載した。
モエコン第4弾ラインナップ
- MOE-LOS1S59-P63 「敷島・クルル」カスタム - Pentium 4 630 搭載モデル
- MOE-LOS1S59-D31 「敷島・クルル」カスタム - Celeron D 331 搭載モデル
- MOE-LOS1K21-T32 「敷島・クルル」カスタム - Turion 64 MT-32 搭載モデル

### モエコン ver. きゃんでぃそふと
モエコン ver. きゃんでぃそふと（モエコン・バージョン・きゃんでぃそふと）は、モエコンシリーズの第5弾製品である。2006年6月12日発表、同日予約開始。
美少女ゲームメーカーのきゃんでぃそふとが開発した美少女ゲームソフト『つよきす』のキャラクターをあしらったもの。同作品のテーマであり製品番号にある「ツンデレ」について、詳細はツンデレの項目を参照。
モエコン第5弾ラインナップ
- MOE-CS1S59-524 「つよきす」ツンデレ箱 - Pentium 4 524 搭載モデル
- MOE-CS1K21-S31 「つよきす」ツンデレ箱 - Sempron 3100+ 搭載モデル

### モエコン ver. ねこねこソフト
モエコン ver. ねこねこソフト（モエコン・バージョン・ねこねこソフト）は、モエコンシリーズの第6弾製品である。2006年7月21日発表。
美少女ゲームメーカーのねこねこソフトが開発した歴代美少女ゲームソフトシリーズのキャラクターをあしらったもの。製品名には「記念」とあるが、2006年1月20日、ねこねこソフトは2006年5月26日発売の美少女ゲームソフト『スカーレット』を最後の作品にすると発表している。
二つのCPUコアを一つのパッケージに収めたデュアルコアCPU搭載モデルが用意されている。
モエコン第6弾ラインナップ
- MOE-NS1S59-805 「ねこねこ記念モデル」 - Pentium D 805 搭載モデル
- MOE-NS1K21-S31 「ねこねこ記念モデル」 - Sempron 3100+ 搭載モデル

## モエコン M-note

### すもものーと
すもものーとは、モエコンシリーズのノートパソコン版、モエコン M-noteシリーズ初の製品である。2006年8月11日より8月13日にかけての3日間、東京国際展示場にて開催のコミックマーケット 70においてその試作機が展示された。2006年8月31日発売予定。
美少女ゲームメーカーのユニゾンシフトが開発した美少女ゲームソフト『ななついろ★ドロップス』のキャラクターをあしらったもの。製品番号にあるすももとは、同作品に登場する美少女キャラクターの一人、秋姫すもも（あきひめ すもも）を指している。この製品のように、ノートパソコンにイラストをあしらう例として、エプソンダイレクトの「ディズニーキャラクターPC」がある。
ディスプレイは光沢処理が施された 15.4 インチのワイドTFT液晶で、ビデオチャット）などで用いる130万画素 CMOS カメラを内蔵。CPUにデュアルコア構成のIntel Core Duo T2300E (1.66GHz×2)、256MB VRAM内蔵のATI Mobility Radeon X1600、シリアルATA接続の80GB ハードディスクドライブ、DVDスーパーマルチドライブ、メモリーカードリーダライタ、ギガビット・イーサネット、無線LAN (IEEE 802.11a / b / g) を搭載。シリーズ初のノートパソコン製品とあって申し分ない仕様で、リリースが予定されているMicrosoft Windows Vistaにも対応予定である。
ラインナップ
- MNO-US1S96-T23 すもものーと - Intel Core Duo T2300E 搭載モデル

## きゃらべあ
きゃらべあは、株式会社ファストが販売するキューブ形ベアボーンである。
モエコンシリーズの関連製品であり、本体ケース全面・側面・天面に、美少女ゲームキャラクターのイラストが描かれている。

### きゃらべあ第1・第2弾
きゃらべあの第1弾ならびに第2弾製品は、いずれも美少女ゲームメーカーのTeriosが開発した美少女ゲームソフトのキャラクターをあしらったキューブ形ベアボーンである。2006年1月25日発表。
同メーカーの作品『夏色☆こみゅにけ〜しょん♪』のキャラクターをあしらった第一弾製品 CAL-TR1K21 と、『まじかるカナン -RISEA-』のキャラクターをあしらった第二弾製品 CAL-TR2K21 がある。いずれの製品もSocket 754 CPUに対応する。

### きゃらべあ第3弾
きゃらべあの第3弾製品は、美少女ゲームメーカーのMOONSTONEが開発した美少女ゲームソフト『Gift 〜ギフト〜』のキャラクターをあしらったキューブ形ベアボーンである。2006年2月10日発表。
Socket 754 CPUに対応する CAL-MS1K21 と、LGA775 CPUに対応する CAL-MS1S59 の2種類がある。

### きゃらべあ第4弾
きゃらべあの第4弾製品は、美少女ゲームメーカーのきゃんでぃそふとが開発した美少女ゲームソフト『つよきす』のキャラクターをあしらったキューブ形ベアボーンである。2006年6月12日発表。
Socket 754 CPUに対応する CAL-CS1S59 と、LGA775 CPUに対応する CAL-CS1S59 の2種類がある。

### きゃらべあ第5弾
きゃらべあの第5弾製品は、美少女ゲームメーカーのユニゾンシフトが開発した美少女ゲームソフト『ななついろ★ドロップス』のキャラクターをあしらったキューブ形ベアボーンである。2007年2月20日発表。
LGA775 CPUに対応する CAL-UN2D32 と CAL-UN2S30 、Socket AM2 CPUに対応する CAL-UN2K22 の3種類がある。